# Santa Eulàlia de Begudà
L'església de Santa Eulàlia de Begudà centra el poble de Begudà, entitat de població del municipi de Sant Joan les Fonts. Situat a la dreta de la riera del Turonell i format per unes quantes cases que envolten el temple i diverses masies disseminades pel terme.

## Història

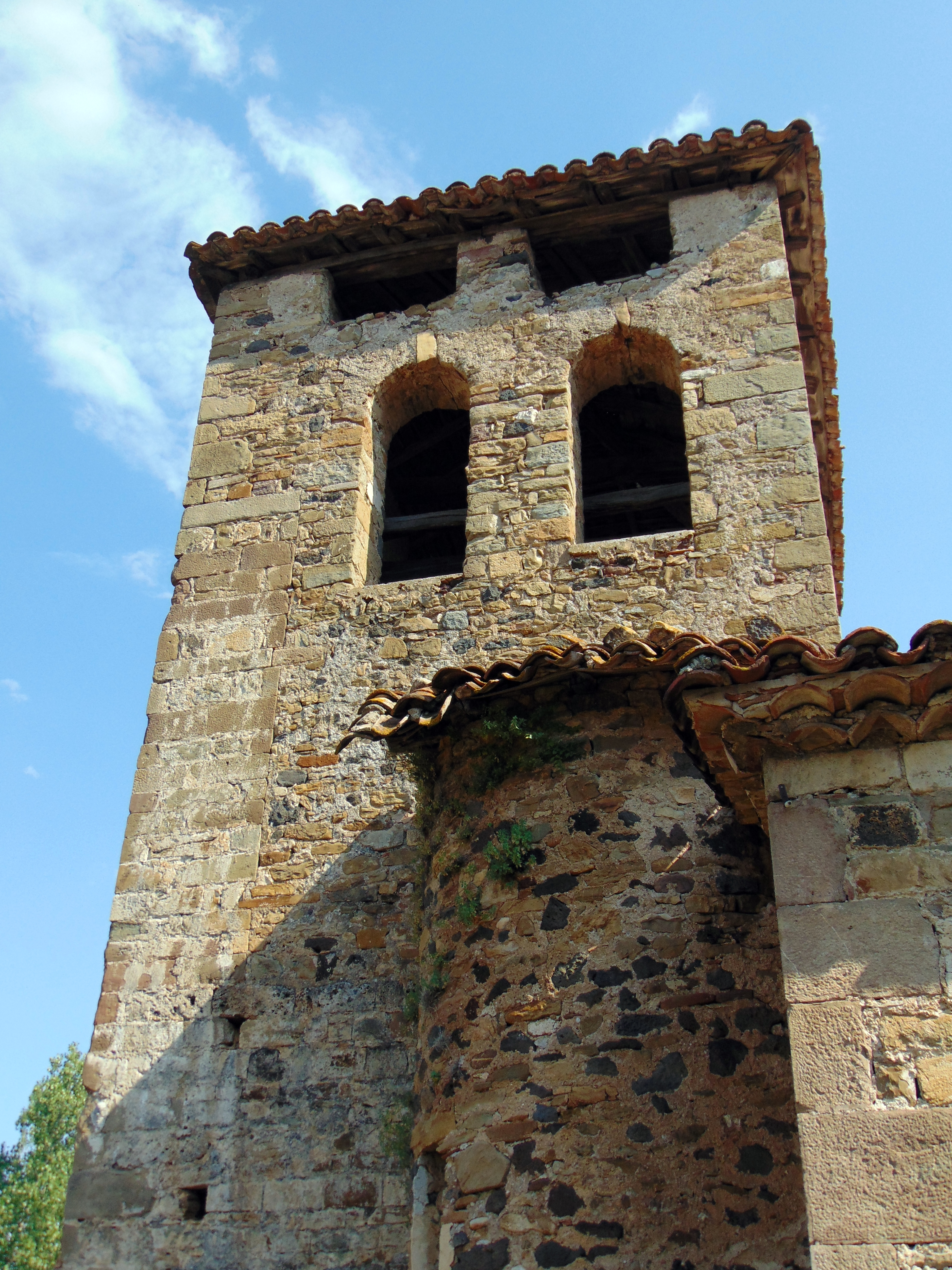
Detall del campanar

Esmentada l'any 1034 amb motiu de l'acta testamentària atorgada per un personatge anomenat Duran, que llegà al seu fill Beremund diversos alous i possessions entre els quals «ipsa ecclesia Sancta Eulalia de Baguda cum decimas et primitias et primorum oblationibus». Posteriorment l'església passà a formar part de les propietats dels vescomtes de Bas. L'any 1079, el vescomte Udalard i la seva muller Ermessenda, en fer donació de l'església de Sant Joan les Fonts a l'abadia benedictina de Sant Víctor de Marsella per tal que hi establissin un priorat, el dotaren amb les rendes de diverses esglésies, entre els quals «Sancte Eulalie Bagudani». En la ratificació de l'any 1106 apareix com a Sancte Eulalie de Bacgudano. Per tant, des de final del segle xi, el temple de Santa Eulàlia fou possessió del monestir de Sant Joan les Fonts i la jurisdicció fou compartida amb els vescomtes de Bas en el decurs de l'edat mitjana. Es creu que la primitiva església s'enderrocà a principis del segle xii i s'alçà un nou temple consagrat l'any 1118 pel bisbe de Girona Berenguer Dalmau que concedí delmes, primícies, oblacions dels fidels i l'espai de trenta passos al voltant del cementiri. Hug, vescomte de Bas l'any 1175 llegà a l'església deu sous. L'any 1191, el també vescomte de Bas Ponç de Cervera concedí als monjos i clergues de Sant Joan les Fonts i parròquies el dret de moldre en els seus molins. L'any 1198, per una concòrdia entre Hug, vescomte de Bas i Pere de Cervera, el primer donà a Pere de Cervera en feu els béns que posseïa en diverses parròquies, entre elles «Sancte Eulalie de Bagudano».
Al segle xiii, l'any 1210, consta una venda efectuada per Guillem de Colltort a l'abat de Santa Maria d'Amer d'un mas anomenat «Campo longo» situat «in parrochia Sancte Eulalia de Bagudano». El 1260, Ponç de Cervera feu, en el seu testament, una deixa a favor de la parròquia de Begudà. En les «Rationes decimarum» dels anys 1279 i 1280 és esmentada aquesta església. Al segle xiv es té notícia, l'any 1316, que Berenguer de Freixa prestà homenatge al bisbe de Girona per drets que tenia a la parròquia de «Sancte Eulalia de Begudano», temple que apareix l'any 1362 en el «Llibre Verd» del capítol de Girona. Abans del 1463, la titularitat havia canviat a Sant Jaume de Begudà. L'antic patronatge es restablí al segle xviii.

## Arquitectura
Originàriament, era un edifici d'una sola nau, coberta amb volta de canó de perfil lleugerament apuntat, capçada a llevant per un absis semicircular obert a la nau per un plec, amb arc també apuntat. Aquesta estructura senzilla fou profundament alterada en ampliar el temple. S'obriren dos grans arcs formers als murs laterals per donar pas a dues naus afegides que acaben a migjorn amb una sagristia i a tramuntana amb una capella quadrada coberta amb volta d'aresta, que desfiguren totalment l'interior de la capçalera. La porta principal s'obre a la façana de ponent i està adovellada, protegida per una porxo. El campanar d'espadanya de dos ulls, alçat a ponent, fou convertit en un campanar de torre de planta quadrada. L'aparell original només és visible al sector de ponent de la nau i presenta uns paraments de petits carreus senzillament escairats lligats amb argamass formant fileres uniformes que indiquen una construcció rústega pròpia de l'arquitectura rural del segle xii.